# 蛤蟆酥
蛤蟆酥又名方酥，是揚州城東江都、高郵一帶的著名特產。由於表面佈滿芝麻，且外形呈正方形，看上去好像一隻蹲著的蛤蟆，故名「蛤蟆酥」。江都的方酥和泰州的麻糕、高邮的秦邮董糖、泰兴的黄桥烧饼并称为扬州郊县的四大名特茶点。
在安徽省馬鞍山市和縣烏江鎮亦有一種類似的食品，名為「霸王酥」，原名亦為「蛤蟆酥」。江苏省南通市的西亭脆饼亦与蛤蟆酥相似。

## 特點
蛤蟆酥由多層薄麵餅構成，脆而不硬、軟而不黏，據說好的蛤蟆酥從離地一尺的地方落下即可跌得粉碎。一般是作為休閒食品或是佐茶，食用時可直接放入口中或是將蛤蟆酥摁碎後拈碎片食用，亦可將蛤蟆酥置於碗內，以開水或雞湯等沖泡食用。
舊時，當地人通常會將幾隻蛤蟆酥放入球形的大眼竹篾籃子中，無論攜帶、食用還是饋贈都很方便。

## 製作方法
主要原料為精制麵粉、白糖、豬油、芝麻、糖桂花，輔料可使用陳皮、金橘餅等。經和麵、捶疊、敷芝麻等工藝後入爐烘烤，進爐溫度控制在130~140攝氏度，出爐溫度則控制在280－290攝氏度。在以前曾需要十幾個小時烘烤，而現代則只需10分鐘即可烤成。

## 歷史
蛤蟆酥起源於高郵市三垛鎮一帶的民間糕點「酥透飣」。相傳南宋建炎四年（1130年）時，岳飛屯兵三垛，與駐守高郵的金兵對壘，當地百姓即以酥透飣勞軍。更有傳說指當時岳飛將一些酥透飣置於三垛轅門內的土墩上，遠看好似無數金蟾蟄伏，致使金兵不敢貿然出擊。現今的蛤蟆酥（方酥）則是1923年時，當地人姜慶宏使用近代的糕點製作技術進行改良的結果。而江都则亦有仙女庙中仙女下凡以丝绢制作方酥的传说。
由於長期以來江都地區有多家食品廠生產蛤蟆酥，但不同廠家製作的蛤蟆酥口味差別很大，因此當地工商所批准了當地較大的一家製造商鉅源茶食店對「蛤蟆酥」商標進行註冊。2005年，中華人民共和國國家工商行政管理總局受理了鉅源茶食店提交的「蛤蟆酥」商標註冊申請。